# Grande Prêmio de Caesars Palace de 1982
Resultados do Grande Prêmio de Caesars Palace de Fórmula 1 realizado em Las Vegas em 25 de setembro de 1982. Décima sexta etapa do campeonato, nele o italiano Michele Alboreto, piloto da Tyrrell-Ford, conquistou a primeira vitória de sua carreira. Ao seu lado no pódio estavam John Watson, da McLaren-Ford, e Eddie Cheever, da Ligier-Matra. Tal prova entrou para a história, porém, graças ao título mundial do finlandês Keke Rosberg, quinto colocado a bordo de uma Williams-Ford. Sexta decisão de título ocorrida nos Estados Unidos, marcou a despedida de Mario Andretti.
Embora não tenha pontuado nesta corrida, a Ferrari sagrou-se campeã mundial de construtores e fez do "aposentado" Didier Pironi vice-campeão mundial, a maior conquista de um francês na categoria até Alain Prost tornar-se campeão em 1985.  

## Resumo

### Três vezes Estados Unidos
Pela primeira vez desde o início do campeonato mundial em 1950, um país sediou três rodadas na mesma temporada: primeiro foi o Grande Prêmio do Oeste dos EUA em abril nas ruas de Long Beach, dois meses depois tivemos o Grande Prêmio de Detroit nas ruas da cidade homônima e por fim mais uma edição da corrida em Las Vegas, a qual servirá como a última prova na carreira de Mario Andretti e palco da decisão do título entre Keke Rosberg (42 pontos) e John Watson (33 pontos) com ressalvas para Niki Lauda (30 pontos), cujas chances dependem de uma vitória, uma combinação de resultados e dum recurso visando anular a desclassificação sofrida pelo austríaco no Grande Prêmio da Bélgica. Em circunstâncias normais Keke Rosberg depende de um sexto lugar para ser campeão; no caso de John Watson o título virá se ele vencer a prova e seu rival finlandês não pontue. O piloto da Williams conta com a possibilidade de tornar-se campeão mundial sem pontuar, desde que o britânico da McLaren seja, no máximo, o segundo colocado. Quanto a Niki Lauda este deve vencer a prova, torcer para Watson chegar em segundo e Rosberg em sexto e aguardar por um veredicto favorável no recurso impetrado contra a punição belga. Caso o austríaco tenha sucesso na pista e nos tribunais haveria um empate em 43 pontos e o título ficaria com Lauda graças ao maior número de vitórias: três contra uma de Rosberg.
Durante o Grande Prêmio da Itália, Jacques Laffite foi anunciado como piloto de Guy Ligier por mais um ano, todavia o profissional preferiu assinar com a Williams para correr ao lado de Keke Rosberg. De certo modo, Laffite promoveu uma volta às origens, pois estreou na Fórmula 1 no Grande Prêmio da Alemanha de 1974 como piloto da extinta Frank Williams Racing Cars, antecessora do time que o contratou para 1983.

### Renault sai à frente
Mais rápido no primeiro treino classificatório, René Arnoux foi superado por Alain Prost, seu compatriota e companheiro de equipe na Renault, na segunda sessão de treinos oficiais em Las Vegas, mas tal fato não impediu que o time francês ocupasse a primeira fila. Dentre os postulantes ao título Keke Rosberg sai em sexto lugar com sua Williams enquanto a McLaren colocou John Watson em nono e Niki Lauda em décimo terceiro. Os pilotos locais tiveram participação honrosa com Eddie Cheever em quarto pela Ligier e Mario Andretti em sétimo ao volante da Ferrari.

### Vitória de Alboreto
Prenunciado nos treinos, o domínio da Renault ficou evidente no momento da largada quando Alain Prost saiu à frente do pelotão, entretanto, logo na segunda volta, René Arnoux tomou a liderança da corrida mantendo-a até o troco de Prost na volta quinze. Quase ao mesmo instante, Watson suplantou Rosberg na décima quinta passagem e subiu para a zona de pontuação no giro seguinte. Cinco passagens mais tarde, a dobradinha da Renault se desfez quando Arnoux perdeu rendimento, o que o fez abandonar mediante quebra de motor na vigésima volta. Tal infortúnio acabou por beneficiar Keke Rosberg que alcançou o sexto lugar. Na volta 27 o líder do campeonato garantiu o quinto posto quando Mario Andretti rodou à sua frente e empacou a Ferrari na areia que circundava a estreita pista de Las Vegas. Fim de corrida para o norte-americano e para a equipe de Maranello, afinal Patrick Tambay sequer largou. Restava a Enzo Ferrari torcer contra a McLaren na luta pelo mundial de construtores, afinal a quebra de Arnoux pôs fim às chances da Renault.
Naquele momento, Alain Prost liderava com Michele Alboreto e John Watson a uma certa distância. Mas o que parecia uma vitória tranquila do conjunto francês foi pelos ares quando a Renault perdeu rendimento entre as voltas 52 e 66 quando Prost foi superado por Alboreto, Watson e Eddie Cheever amargando um quarto lugar. Paralelamente às desventuras de Prost tivemos o abandono de Niki Lauda (que chegou a andar em sexto) devido a quebra do motor de sua McLaren na volta cinquenta e três, fato que sacramentou o sétimo título de construtores na história da Ferrari.
Há dez voltas para o final a classificação apontava não apenas Michele Alboreto, John Watson, Eddie Cheever e Alain Prost, mas também um cauteloso Keke Rosberg escoltado por Derek Daly, seu companheiro de equipe na Williams. Autor da volta mais rápida da prova, Alboreto cruzou a linha de chegada e conseguiu sua primeira vitória na categoria e também o primeiro triunfo da Tyrrell desde Patrick Depailler no Grande Prêmio de Mônaco de 1978. Décimo primeiro piloto a vencer em 1982, o italiano subiu ao pódio junto a John Watson e Eddie Cheever enquanto Alain Prost ficou em quarto, uma posição à frente do novo campeão mundial, Keke Rosberg, e de Derek Daly.

### Keke Rosberg campeão
Desde Mike Hawthorn em 1958, um piloto não conquista o título mundial com apenas uma vitória na temporada. No caso de Keke Rosberg, porém, tal marca é uma façanha inacreditável, pois quando Hawthorn garantiu o campeonato contava com três vitórias, ao passo que Rosberg triunfou pela primeira vez no Grande Prêmio da Suíça de 1982 quando assumiu a liderança do campeonato para não mais perdê-la. Numa temporada onde onze pilotos venceram em dezesseis provas disputadas, o finlandês pontuou em dez das quinze provas que disputou (exceto o Grande Prêmio de San Marino de 1982 devido ao boicote da Williams e outros times leais à FOCA, a Associação dos Construtores da Fórmula 1) evidenciando o peso da regularidade num ano turbulento onde greves de pilotos, brigas de dirigentes, desclassificações, mortes e acidentes graves eclipsaram o teor desportivo do certame.
A regularidade que impulsionou Rosberg adveio também da confiabilidade de seu equipamento, a começar pelo motor Ford de oito cilindros desenvolvido pela Cosworth e que domina a Fórmula 1 desde a vitória de Jim Clark com a Lotus no Grande Prêmio dos Países Baixos de 1967. Tomemos por base o desempenho de Alain Prost: vencedor das primeiras corridas do ano, o francês detinha o poderoso carro turbo da Renault, mas não marcou um ponto sequer durante as sete provas seguintes e perdeu a liderança do certame para outros adversários até Keke Rosberg assumi-la em sua Williams-Ford V8 quando de sua primeira vitória tornando-se o primeiro campeão mundial oriundo da Finlândia.
Sobre o vice-campeonato mundial este coube a Didier Pironi pelos critérios de desempate, pois embora o francês tenha empatado em 39 pontos com John Watson, foi beneficiado por possuir mais terceiros lugares.

## Classificação

### Treinos oficiais
| Pos.    | Nº | Piloto             | Construtor      | Q1       | Q2       | Dif.    |
| ------- | -- | ------------------ | --------------- | -------- | -------- | ------- |
| 1       | 15 | Alain Prost        | Renault         | 1:18.922 | 1:16.356 | —       |
| 2       | 16 | René Arnoux        | Renault         | 1:17.868 | 1:16.786 | + 0.430 |
| 3       | 3  | Michele Alboreto   | Tyrrell-Ford    | 1:18.756 | 1:17.646 | + 1.290 |
| 4       | 25 | Eddie Cheever      | Ligier-Matra    | 1:18.842 | 1:17.683 | + 1.327 |
| 5       | 2  | Riccardo Patrese   | Brabham-BMW     | 1:20.386 | 1:17.772 | + 1.416 |
| 6       | 6  | Keke Rosberg       | Williams-Ford   | 1:19.162 | 1:17.886 | + 1.530 |
| 7       | 28 | Mario Andretti     | Ferrari         | 1:19.246 | 1:17.921 | + 1.565 |
| 8       | 27 | Patrick Tambay     | Ferrari         | 1:21.067 | 1:17.958 | + 1.602 |
| 9       | 7  | John Watson        | McLaren-Ford    | 1:19.320 | 1:17.986 | + 1.630 |
| 10      | 35 | Derek Warwick      | Toleman-Hart    | 1:20.181 | 1:18.012 | + 1.656 |
| 11      | 26 | Jacques Laffite    | Ligier-Matra    | 1:19.635 | 1:18.056 | + 1.700 |
| 12      | 1  | Nelson Piquet      | Brabham-BMW     | 1:19.210 | 1:18.275 | + 1.919 |
| 13      | 8  | Niki Lauda         | McLaren-Ford    | 1:19.171 | 1:18.333 | + 1.977 |
| 14      | 5  | Derek Daly         | Williams-Ford   | 1:19.808 | 1:18.418 | + 2.062 |
| 15      | 14 | Roberto Guerrero   | Ensign-Ford     | 1:20.516 | 1:18.496 | + 2.140 |
| 16      | 23 | Bruno Giacomelli   | Alfa Romeo      | 1:20.065 | 1:18.622 | + 2.266 |
| 17      | 29 | Marc Surer         | Arrows-Ford     | 1:19.764 | 1:18.734 | + 2.378 |
| 18      | 22 | Andrea de Cesaris  | Alfa Romeo      | 1:19.728 | 1:18.761 | + 2.405 |
| 19      | 4  | Brian Henton       | Tyrrell-Ford    | 1:21.038 | 1:18.765 | + 2.409 |
| 20      | 31 | Jean-Pierre Jarier | Osella-Ford     | 1:19.222 | s/ tempo | + 2.866 |
| 21      | 11 | Elio de Angelis    | Lotus-Ford      | 1:19.564 | 1:19.302 | + 2.946 |
| 22      | 12 | Nigel Mansell      | Lotus-Ford      | 1:20.986 | 1:19.439 | + 3.083 |
| 23      | 9  | Manfred Winkelhock | ATS-Ford        | 1:21.563 | 1:19.767 | + 3.411 |
| 24      | 30 | Mauro Baldi        | Arrows-Ford     | 1:20.271 | 1:20.824 | + 3.915 |
| 25      | 18 | Raul Boesel        | March-Ford      | 1:20.766 | 1:21.215 | + 4.410 |
| 26      | 17 | Rupert Keegan      | March-Ford      | 1:26.048 | 1:21.180 | + 4.824 |
| 27      | 33 | Tommy Byrne        | Theodore-Ford   | 1:24.208 | 1:21.555 | + 5.199 |
| 28      | 36 | Teo Fabi           | Toleman-Hart    | 1:22.324 | 1:21.569 | + 5.213 |
| 29      | 10 | Eliseo Salazar     | ATS-Ford        | 1:23.148 | 1:21.583 | + 5.227 |
| 30      | 20 | Chico Serra        | Fittipaldi-Ford | 1:23.100 | 1:22.387 | + 6.031 |
| Fontes: |    |                    |                 |          |          |         |

### Corrida
| Pos.    | Nº | Piloto             | Construtor      | Voltas          | Tempo/Diferença  | Grid            | Pontos          |
| ------- | -- | ------------------ | --------------- | --------------- | ---------------- | --------------- | --------------- |
| 1       | 3  | Michele Alboreto   | Tyrrell-Ford    | 75              | 1:41:56.888      | 3               | 9               |
| 2       | 7  | John Watson        | McLaren-Ford    | 75              | + 27.292         | 9               | 6               |
| 3       | 25 | Eddie Cheever      | Ligier-Matra    | 75              | + 56.450         | 4               | 4               |
| 4       | 15 | Alain Prost        | Renault         | 75              | + 1:08.648       | 1               | 3               |
| 5       | 6  | Keke Rosberg       | Williams-Ford   | 75              | + 1:11.375       | 6               | 2               |
| 6       | 5  | Derek Daly         | Williams-Ford   | 74              | + 1 volta        | 14              | 1               |
| 7       | 29 | Marc Surer         | Arrows-Ford     | 74              | + 1 volta        | 17              |                 |
| 8       | 4  | Brian Henton       | Tyrrell-Ford    | 74              | + 1 volta        | 19              |                 |
| 9       | 22 | Andrea de Cesaris  | Alfa Romeo      | 73              | + 2 voltas       | 18              |                 |
| 10      | 23 | Bruno Giacomelli   | Alfa Romeo      | 73              | + 2 voltas       | 16              |                 |
| 11      | 30 | Mauro Baldi        | Arrows-Ford     | 73              | + 2 voltas       | 23              |                 |
| 12      | 17 | Rupert Keegan      | March-Ford      | 73              | + 2 voltas       | 25              |                 |
| 13      | 18 | Raul Boesel        | March-Ford      | 69              | + 6 voltas       | 24              |                 |
| NC      | 9  | Manfred Winkelhock | ATS-Ford        | 62              | Não classificado | 22              |                 |
| Ret     | 8  | Niki Lauda         | McLaren-Ford    | 53              | Motor            | 13              |                 |
| Ret     | 33 | Tommy Byrne        | Theodore-Ford   | 39              | Rodada           | 26              |                 |
| Ret     | 35 | Derek Warwick      | Toleman-Hart    | 32              | Ignição          | 10              |                 |
| Ret     | 11 | Elio de Angelis    | Lotus-Ford      | 28              | Motor            | 20              |                 |
| Ret     | 28 | Mario Andretti     | Ferrari         | 26              | Suspensão        | 7               |                 |
| Ret     | 1  | Nelson Piquet      | Brabham-BMW     | 26              | Velas de ignição | 12              |                 |
| Ret     | 16 | René Arnoux        | Renault         | 20              | Motor            | 2               |                 |
| Ret     | 2  | Riccardo Patrese   | Brabham-BMW     | 17              | Embreagem        | 5               |                 |
| Ret     | 12 | Nigel Mansell      | Lotus-Ford      | 8               | Colisão          | 21              |                 |
| Ret     | 26 | Jacques Laffite    | Ligier-Matra    | 5               | Ignição          | 11              |                 |
| DNS     | 27 | Patrick Tambay     | Ferrari         | 0               | Não largou       | 8               |                 |
| DNS     | 14 | Roberto Guerrero   | Ensign-Ford     | 0               | Não largou       | 15              |                 |
| DNS     | 31 | Jean-Pierre Jarier | Osella-Ford     | -               | Acidente         | -               |                 |
| DNQ     | 36 | Teo Fabi           | Toleman-Hart    | Não qualificado | Não qualificado  | Não qualificado | Não qualificado |
| DNQ     | 10 | Eliseo Salazar     | ATS-Ford        | Não qualificado | Não qualificado  | Não qualificado | Não qualificado |
| DNQ     | 20 | Chico Serra        | Fittipaldi-Ford | Não qualificado | Não qualificado  | Não qualificado | Não qualificado |
| Fontes: |    |                    |                 |                 |                  |                 |                 |

## Tabela do campeonato após a corrida
| Pos.    | Piloto        | Pontos |
| ------- | ------------- | ------ |
| 1       | Keke Rosberg  | 44     |
| 2       | Didier Pironi | 39     |
| 3       | John Watson   | 39     |
| 4       | Alain Prost   | 34     |
| 5       | Niki Lauda    | 30     |
| Fontes: |               |        |

| Pos.    | Equipe        | Pontos |
| ------- | ------------- | ------ |
| 1       | Ferrari       | 74     |
| 2       | McLaren-Ford  | 69     |
| 3       | Renault       | 62     |
| 4       | Williams-Ford | 58     |
| 5       | Lotus-Ford    | 30     |
| Fontes: |               |        |

- Nota: Somente as primeiras cinco posições estão listadas e os campeões da temporada surgem grafados em negrito. Entre 1981 e 1990 cada piloto podia computar onze resultados válidos por temporada não havendo descartes no mundial de construtores.